# Карбонат літію
Карбона́т лі́тію — сіль лужного металу літію та карбонатної кислоти. Хімічна формула Li2CO3.

## Отримання
- З оксидів:

{\displaystyle \mathrm {Li_{2}O+CO_{2}\ {\xrightarrow {500^{o}C}}\ Li_{2}CO_{3}} }
- З лугів:

{\displaystyle \mathrm {2\ LiOH+CO_{2}\ {\xrightarrow {\ }}\ Li_{2}CO_{3}+H_{2}O} }
- Реакціями обміну

{\displaystyle \mathrm {Li_{2}SO_{4}+Na_{2}CO_{3}\ {\xrightarrow {100^{o}C}}\ Li_{2}CO_{3}\downarrow +Na_{2}SO_{4}} }

## Хімічні властивості
- Нестійкий і при температурі плавлення починає розкладатися:

{\displaystyle \mathrm {Li_{2}CO_{3}\ {\xrightarrow {730^{o}C}}\ Li_{2}O+CO_{2}\uparrow } }
- розкладається розбавленими кислотами:

{\displaystyle \mathrm {Li_{2}CO_{3}+2\ HCl\ {\xrightarrow {\ }}\ 2\ LiCl+CO_{2}\uparrow +H_{2}O} }
- витісняється з солі більш активними металами:

{\displaystyle \mathrm {Li_{2}CO_{3}+Mg\ {\xrightarrow {500^{o}C}}\ 2\ Li+MgO+CO_{2}\uparrow } }
- в холодних водних розчинах зворотньо взаємодіє з вуглекислим газом з утворенням кислої солі:

{\displaystyle \mathrm {Li_{2}CO_{3}+H_{2}O+CO_{2}\ \rightleftarrows 2\ LiHCO_{3}} }